# Saz
El saz o bağlama se refiere a una familia de instrumentos de cuerda o cordófonos, descendiente de la antigua pandura, de tipo laúd con mástil largo, que se toca en varias regiones como Turquía, Irán, Irak, Siria y los Balcanes. Se puede tocar con plectro (en turco mızrap o tezene) o con los dedos.
El más común es el saz turco, o bağlama. Su nombre significa literalmente "instrumento musical" en su acepción más general. El término bağlamak, que significa "anudar" se debe a la presencia de trastes anudados móviles. Existen numerosos tamaños, el más pequeño de estos instrumentos es el "cura", seguido por el "cura de cuello largo", el "çöğür", el "tambur", el "divan sazı" y el "bas saz", que es el de mayor tamaño.
El saz tiene 7 cuerdas divididas en 3 grupos, dos, dos y tres cuerdas, respectivamente, hechas generalmente de tripa. La afinación de las cuerdas es en general RE, Re, Sol, Sol, La, La, Mi.

## Intérpretes
- Ashig Alasgar
- Neşet Ertaş
- Orhan Gencebay
- Hasret Gültekin
- Ahmet Koç
- Erol Parlak
- Arif Sağ
- Karl Sanders
- Erkan Oğur
- Osman Akyol
- Erdal Erzincan
- Çetin Akdeniz
- Ali Ekber Çiçek